# Індо-Тихоокеанське Командування Збройних сил США
Індо-Тихоокеа́нське Кома́ндування Збро́йних сил США (англ. United States Indo-Pacific Command) (USINDOPACOM, в травні 2018 року було офіційно перейменоване в Індо-Тихоокеанське, INDOPACOM) — вище об'єднання видів Збройних сил США, у складі Міністерства оборони США, яке відповідає за підготовку та ведення військових операцій США та підтримку військових контактів з військовими Тихоокеанського регіону.
Це командування найбільше і найстаріше серед Командувань Збройних сил США. Штаб-квартира розташована в Гонолулу, на острові Оаху, штат Гаваї.
Сфера відповідальності даного Командування охоплює практично всю акваторію Тихого океану, більшу частину Індійського та Північного Льодовитого океанів та країни: Австралійський союз, Бангладеш, Бутан, Вануату, В'єтнам, Індія, Індонезія, Камбоджа, Кірибаті, Китай, Лаос, Малайзія, Мальдіви, Маршаллові Острови, Монголія, М'янма, Науру, Непал, Нова Зеландія, Палау, Папуа Нова Гвінея, Самоа, Соломонові Острови, Південна Корея, Північна Корея, Сінгапур, Східний Тимор, Таїланд, Тонга, Тувалу, Фіджі, Філіппіни,Федеративні Штати Мікронезії, Шрі-Ланка, Японія.

Зона відповідальності PACOM до створення Африканського Командування Збройних сил США

## Склад Тихоокеанського командування

### Організаційно-штатна структура USPACOM
- Тихоокеанська армія США
  - Армія США «Японія»
    - 9-те командування підтримки
      - 10-та група підтримки

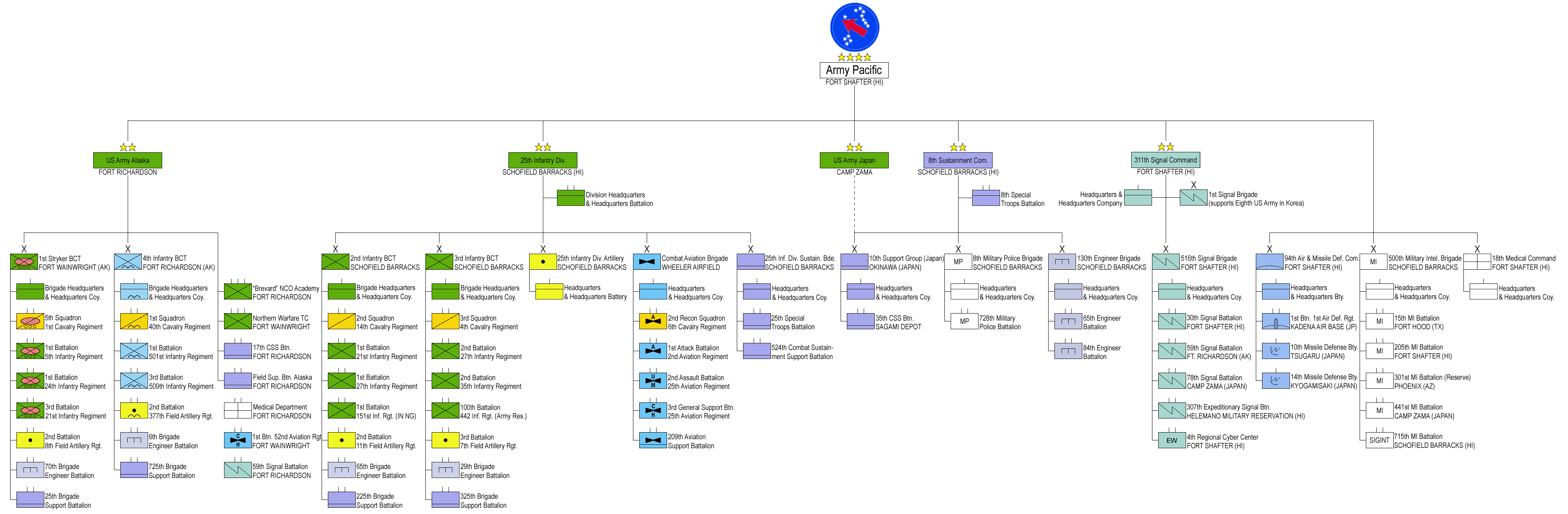
Схема організації Тихоокеанської армії

      - 17-та територіальна група підтримки
      - 300-та територіальна група підтримки

  - Армія США «Аляска»
    - 1-ша бригадна бойова група 25-ї піхотної дивізії
      - 4-та бригадна бойова група (аеромобільна) 25-ї піхотної дивізії

    - 2-га інженерна бригада
    - 16-та бригада армійської авіації

  - 8-ма армія
  - Армія США «Гаваї»
  - 25-та піхотна дивізія
  - 196-та піхотна бригада
  - 516-та бригада зв'язку
- Тихоокеанський флот США
  - 3-й флот
    - Оперативна бойова група CTF-30
    - Група бойової підтримки CTF-31
    - Група патрулювання та розвідки CTF-32
    - Група логістики CTF-33
    - Група підводних сил CTF-34
    - Група надводних сил CTF-35
    - Група морського десанту CTF-36
    - Амфібійна група CTF-37
    - Авіаносна ударна група CTF-38

  - 7-й флот
    - Оперативна бойова група CTF-70
    - Група бойової підтримки CTF-71
    - Група патрулювання та розвідки CTF-72
    - Група логістики CTF-73
    - Група підводних сил CTF-74
    - Група надводних сил CTF-75
    - Амфібійна група CTF-76
    - Авіаносна ударна група CTF-77
    - Група морського десанту CTF-79

  - Надводні сили Тихоокеанського флоту США
    - 1-ша ескадра есмінців
    - 7-ма ескадра есмінців
    - 15-та ескадра есмінців
    - 21-ша ескадра есмінців
    - 23-тя ескадра есмінців
    - 28-ма ескадра есмінців
    - 1-ша ударна авіаносна група (USS «Карл Вінсон»)
    - 3-тя ударна авіаносна група (USS «Джон К. Стенніс»)
    - 5-та ударна авіаносна група (USS «Джордж Вашингтон»)
    - 15-та ударна авіаносна група (USS «Рональд Рейган»)
    - 1-ша крейсерська група
    - 3-тя крейсерська група
    - 5-та крейсерська група
    - Група надводних сил PACNORWEST (Північний Захід Тихого океану)
    - Група надводних сил MIDPAC (Центр Тихого океану)
    - Група логістики WESTPAC (Захід Тихого океану)
    - 1-ша амфібійна група (USS «Ессекс»)
    - 3-тя експедиційна ударна група
    - 1-ша мінно-тральна група

  - Підводні сили Тихоокеанського флоту США
    - 1-ша ескадра підводних човнів (7 ПЧ, флагман USS «Кі-Вест»)
    - 7-ма ескадра підводних човнів (9 ПЧ, флагман USS «Луїсвілл»)
    - 9-та ескадра підводних човнів

  - ПС флоту Тихоокеанського флоту США
    - Повітряний флот Західного Тихого океану
    - авіаційні крила раннього попередження
      - VAW-112
      - VAW-113
      - VAW-115
      - VAW-116
      - VAW-117
      - VRC-30

  - Південно-західний військово-морський регіон
  - Північно-західний військово-морський регіон
  - Гавайський військово-морський регіон
  - Тихоокеанська військово-морська зона
  - ВМС США на Марианських островах
- Сили морської піхоти США на Тихому океані
- ПС США на Тихому океані
- Збройні сили США в Японії
- Збройні сили США в Кореї
- Командування США «Аляска»
  - Армія США «Аляска»
  - 11-та повітряна армія
  - ВМС США «Аляска»
- Командування ССО США «Тихий океан»
- Азійсько-Тихоокеанський центр проблем безпеки
- Центр підтримки інформаційних систем
- Тихоокеанський автоматизований серверний центр в Японії
- Центр контролю крилатих ракет
- Спеціальний комунікаційний центр розвідки
- Об'єднаний розвідувальний центр на Тихому океані
- Об'єднаний розвідувальний навчальний центр на Тихому океані
- Об'єднана міжвидова оперативна група «Захід»
- Об'єднана оперативна група контролю

## Список командувачів

### Командувачі Тихоокеанського Командування
| №   | Фото | Прізвище                       | Терміни                           |
| --- | ---- | ------------------------------ | --------------------------------- |
| 1.  |      | адмірал Джон Тауерс            | 1 січня — 28 лютого 1947          |
| 2.  |      | адмірал Льюїс Еміл Денфелд     | 28 лютого — 3 грудня 1947         |
| 3.  |      | адмірал Девітт Клінтон Рамсі   | 12 січня 1948 — 30 квітня 1949    |
| 4.  |      | адмірал Артур Редфорд          | 30 квітня 1949 — 10 липня 1953    |
| 5.  |      | адмірал Фелікс Стамп           | 10 липня 1953 — 31 липня 1958     |
| 6.  |      | адмірал Гаррі Фелт             | 31 липня 1958 — 30 червня 1964    |
| 7.  |      | адмірал Улісс Грант Шарп       | 30 червня 1964 — 31 липня 1968    |
| 8.  |      | адмірал Джон Сідней Маккейн ІІ | 31 липня 1968 — 1 вересня 1972    |
| 9.  |      | адмірал Ноель Гейлер           | 1 вересня 1972 — 30 серпня 1976   |
| 10. |      | адмірал Моріс Вейзнер          | 30 серпня 1976 — 31 жовтня 1979   |
| 11. |      | адмірал Роберт Лонг            | 31 жовтня 1979 — 1 липня 1983     |
| 12. |      | адмірал Вільям Кроу            | 1 липня 1983 — 18 вересня 1985    |
| 13. |      | адмірал Рональд Гейз           | 18 вересня 1985 — 30 вересня 1988 |
| 14. |      | адмірал Гантінгтон Гардісті    | 30 вересня 1988 — 1 березня 1991  |
| 15. |      | адмірал Чарльз Ларсон          | 1 березня 1991 — 11 липня 1994    |
| 16. |      | адмірал Річард Маке            | 19 липня 1994 — 31 січня 1996     |
| 17. |      | адмірал Джозеф Прюхер          | 31 січня 1996 — 20 лютого 1999    |
| 18. |      | адмірал Денніс Блер            | 20 лютого 1999 — 2 травня 2002    |
| 19. |      | адмірал Томас Фарго            | 2 травня 2002 — 26 лютого 2005    |
| 20. |      | адмірал Вільям Феллон          | 26 лютого 2005 — 12 березня 2007  |
| 21. |      | адмірал Тімоті Кітінг          | 26 березня 2007 — 19 жовтня 2009  |
| 22. |      | адмірал Роберт Віллард         | 19 жовтня 2009 — 9 березня 2012   |
| 23. |      | адмірал Семуель Локлір         | 9 березня 2012 — 27 травня 2015   |
| 24. |      | адмірал Гаррі Бінклі Гарріс    | 27 травня 2015 — 30 травня 2018   |

### Командувачі Індо-Тихоокеанського Командування
| №   | Фото | Прізвище               | Терміни                         |
| --- | ---- | ---------------------- | ------------------------------- |
| 25. |      | адмірал Філіп Девідсон | 30 травня 2018 — 30 квітня 2021 |
| 26. |      | адмірал Джон Аквіліно  | 30 квітня 2021 — по т.ч.        |